# Palacio Real de La Granja de San Ildefonso

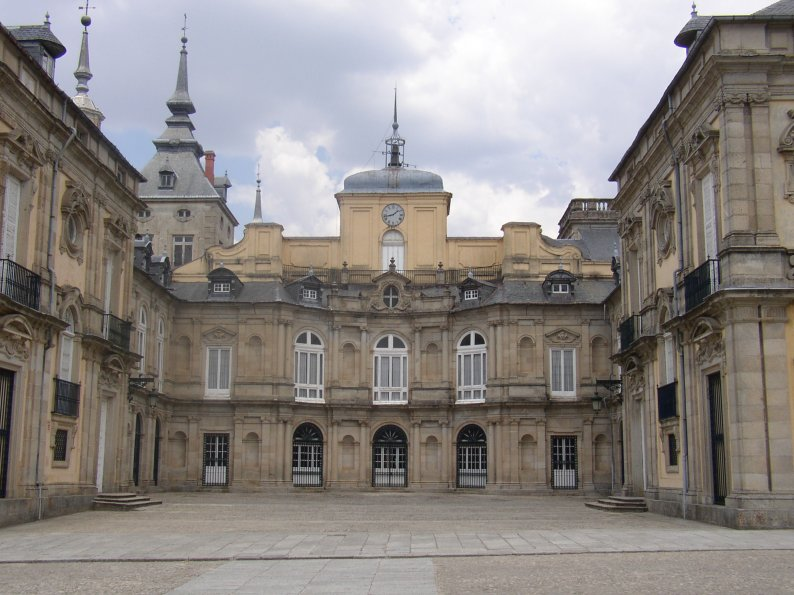
Pátio de Honra do Palacio Real de La Granja de San Ildefonso.

O Palacio Real de La Granja de San Ildefonso é um palácio barroco da Espanha, com jardins à maneira francesa e fontes esculturais. Fica localizado na cidade de San Ildefonso (Província de Segóvia), cerca de 60 km a Norte de Madrid, na vertente Norte da Serra de Guadarrama. Foi mandado construir por Filipe V de Espanha com inspiração no Château de Versailles, e permanece como uma das residências da Família Real Espanhola. O seu nome provém de uma antiga granja que os monges jerónimos, do mosteiro segoviano de El Parral, tinham neste lugar. Actualmente é gerido pelo Instituto do Património Nacional da Espanha e está aberto ao público quando a Família Real não se encontra no edifício.

## História
Devido à sua localização nas florestadas encostas da Serra de Guadarrama, os campos desta região estavam entre os terrenos de caça favoritos de muitos dos Reis de Castela. No século XV, Henrique IV de Castela comprou o primeiro pavilhão de caça no local, juntamente com uma pequena capela dedicada a Santo Ildefonso, a qual daria ao local o seu primeiro nome.

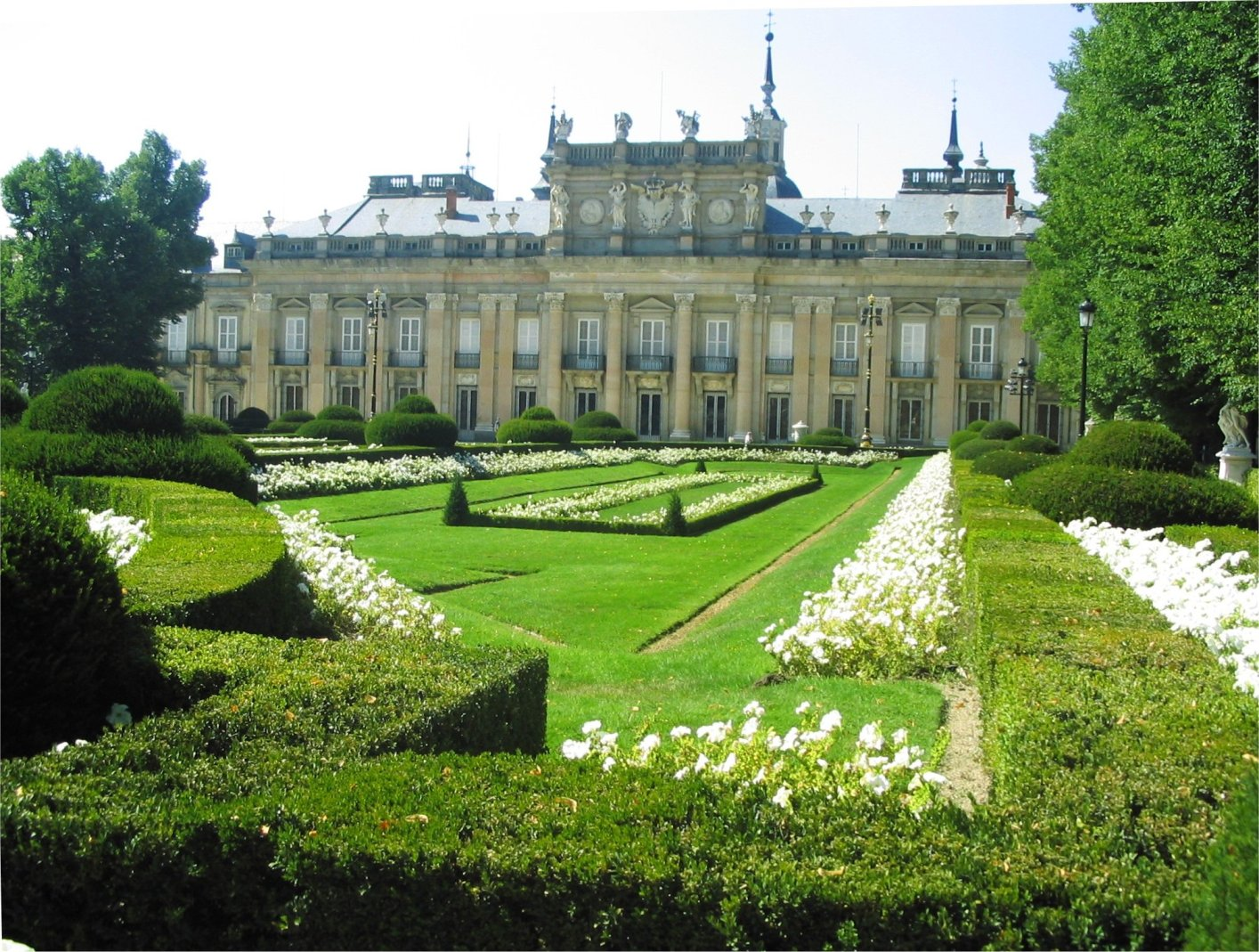
Palácio Real e jardins de San Ildefonso.

A Rainha Isabel I concedeu ambos os edifícios aos monges do mosteiro de El Parral, em Segóvia, os quais construíram uma granja com um asilo para os pobres ao lado.
O local foi comprado aos monges, em 1719, por Filipe V, depois de o palácio de Verão que possuía nas proximidades, em Valsain, ter sido destruído num incêndio. A partir de 1721, Filipe V começou a construir um novo palácio e jardins modelados nos do Château de Versailles, erguido pelo seu avô, Luís XIV de França. Tal como Versailles, este abraçava um Pátio de Honra no lado principal e jardins formais, com um eixo central principal centrado no palácio, circundados por florestas nas quais foram ocultados elementos de jardim. Tal como Versailles, La Granja começou como um refúgio privado mas tornou-se no centro do governo Real.
No que diz respeito à arquitectura, Filipe V começou com um projecto despretensioso da autoria do arquitecto espanhol Teodoro Ardemans, incorporando uma capela centrada numa das fachadas. Este projecto seria alargado numa segunda fase, entre cerca de 1728 e 1734, sob o comando de Andrea Procaccini e Sempronio Subisati, com a providência dos pátios nos flancos. Mais tarde, o palácio receberia o seu aspecto definitivo com Filippo Juvarra e o seu assistente, Giovanni Battista Sacchetti. Juvarra foi trazido de Turim, onde deixou incompletas as obras da Palazzina di caccia di Stupinigi, com base em recomendações no círculo da segunda esposa de Filipe V, a Rainha Isabel Farnésio.

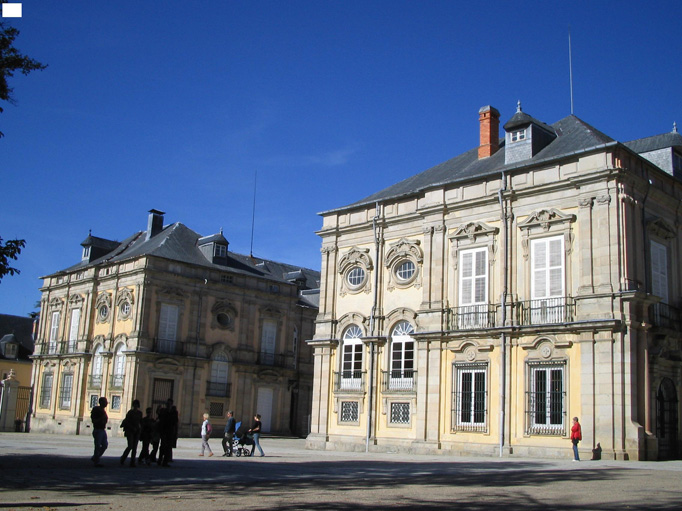
Fachada do Palácio Real.

Quando o Rei decidiu abdicar, em 1724, era sua intenção retirar-se para La Granja.  Infelizmente o herdeiro de Filipe V, o Rei Luís I, morreu nesse mesmo ano, pelo que Filipe teve que regressar ao trono. Consequentemente, um lugar designado para o lazer e calmo retiro tornou-se, assim, num importante lugar de encontro entre o Rei, os seus ministros e a Corte. A cidade de San Ildefonso expandiu-se para providenciar alojamento e serviços aos cortesãos que desejavam um lugar junto da residência favorita do Rei. Aquartelamentos militares, uma colegiada (1721-1724, segundo desenhos de Teodoro Ardemans, dedicada à Santíssima Trindade.), e mesmo uma fábrica Real de vidro (1728) foram construídos para servir o palácio. A fábrica de vidro, a qual teve algum sucesso inicial a partir de 1720 em Nuevo Baytan, na Província de Toledo, foi mudada sob a direcção do seu capataz para San Ildefonso, onde as provisões de madeira eram abundantes e tinha a proximidade de um patrono Real. Os melhores trabalhos produzidos em vidro de tipo veneziano datam do último quartel do século XVIII Os trabalhos de vidro ainda se mantêm actualmente como "La Granja de San Ildefonso", uma subsidiária da "Saint Gobain".
A igreja foi seleccionada por Filipe V como seu local de sepultura, marcando uma quebra com os hábitos dos seus predecessores da Casa de Habsburgo. Os afrescos produzidos por Giambattista Tiepolo e completados por Francesco Bayeu, foram seriamente danificados por um incêndio ocorrido em 1918.
O sucessor de Filipe V, Fernando VI deixou o Real Sitio de San Ildefonso, com tudo o que ele continha, à segunda esposa do seu pai, Isabel. Aquando da morte desta, em 1766, a propriedade reverteu para a Coroa na pessoa do seu próprio filho, Carlos III, que sucedera ao seu meio-irmão em 1759.
Durante os dois séculos seguintes, La Granja foi o principal palácio de Verão da Corte, tendo ocorrido dentro das suas paredes muitos casamentos e enterros Reais, tratados estatais e eventos políticos.
Actualmente, este Real Sitio faz parte do Património Nacional da Espanha, o qual detém, conserva e explora a  maior parte das terras e palácios da Coroa.

## Os Jardins Reais
Estendendo-se por mais de 1.500 acres, os jardins que rodeiam o palácio são um dos melhores exemplos de desenho de Jardim Europeu do século XVIII. René Carlier, o desenhador francês dos oficiais gabinetes Reais franceses de Robert de Cotte, usou a encosta natural que desce desde as montanhas até aos campos do palácio, como uma ajuda na perspectiva visual, assim como um recurso para conseguir pressão suficiente para fazer jorrar água das vinte seis fontes que decoram o parque. Sobre os elaborados "Banhos de Diana", foco de vários eixos do jardim, o cronicamente deprimido Filipe V terá dito; Isto custou-me três milhões e distraiu-me três minutos.

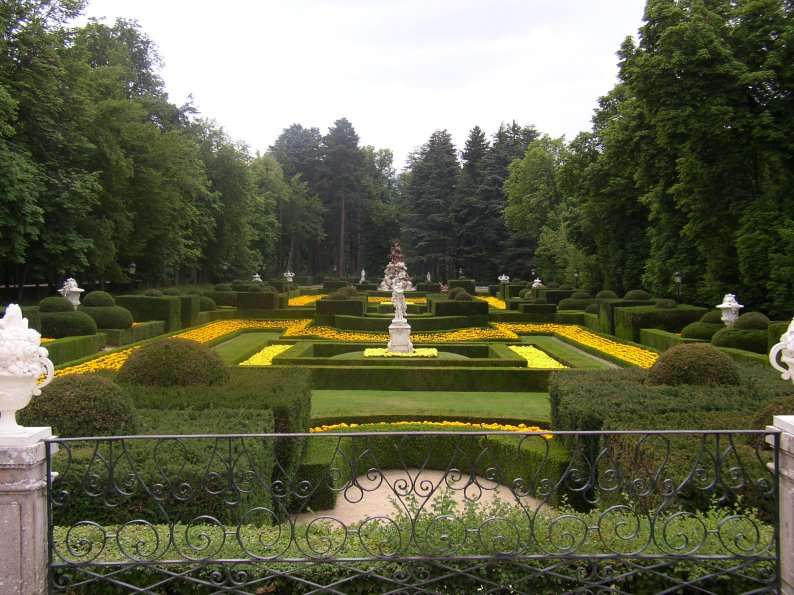
Jardins do Palacio Real de La Granja de San Ildefonso.

Chegaram escultores de Paris para executar projectos no local; entre eles René Frémin (1672-1744, em La Granja até 1738), a quem foi atribuída a realização de muitos vasos e esculturas, nos inventários do século XVIII, Jean Thierry, e outros quem se sabe pouco mais que os nomes. Todas as fontes representam temas da mitologiaclássica, incluindo divindades gregas, alegorias e canas de mitos. Foram produzidas em chumbo para prevenir a corrosão, e pintadas para simular bronze, um material nobre, ou laqueadas a branco para imitar mármore. Um grupo de vasos ricamente esculpidos foi atribuído a desenhos do "dissidente deslumbrado" Gilles-Marie Oppenord, os quais foram provavelmente expedidos através dos gabinetes de Robert de Cotte, quando supervisionava os projectos dos edifícios Reais franceses como intendant des Bâtiments du Roi (Intendente das Construções do Rei). Bruno Pons observou nos vasos esculturais, "um estilo quase excessivamente brilhante, bastante distinto do gosto Real francês e mostrando uma compreensão inegavelmente superior do ornamento".
Os trabalhos de água e as canalizações originais ainda se mantêm funcionais. Estes contam somente com a gravidade para projectar água a uma altura de 40 metros no jacto da fonte de Perseus e Andrómeda. Um lago artificial, El Mar (o Mar), isolado no ponto mais alto do parque, providencia um reservatório de água e pressão para todo o sistema.
Actualmente, apenas algumas fontes estão activas diariamente. Duas vezes por ano, nos dias festivos de San Fernando (São Fernando) e San Luis (São Luís), todas as 26 fontes são activadas, providenciando um espectáculo memorável.

## Imagens do Real Sitio

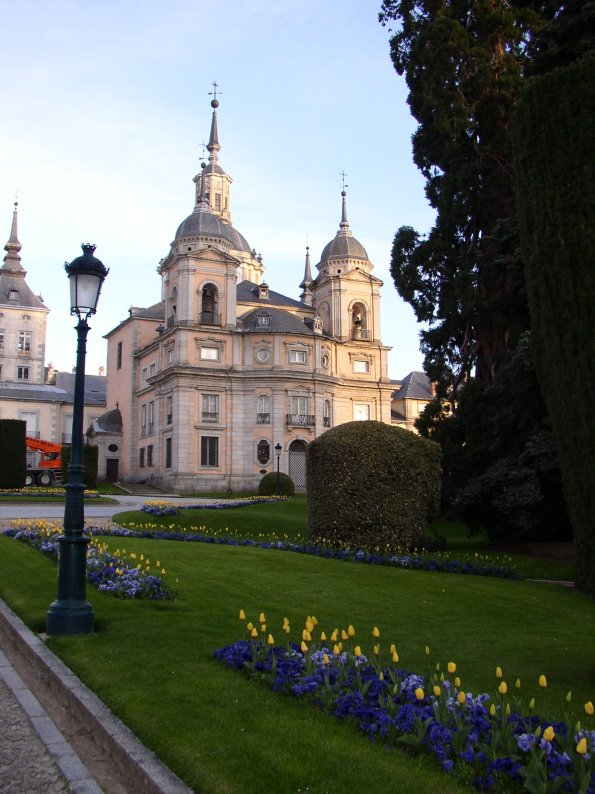
Palacio Real de La Granja de San Ildefonso.
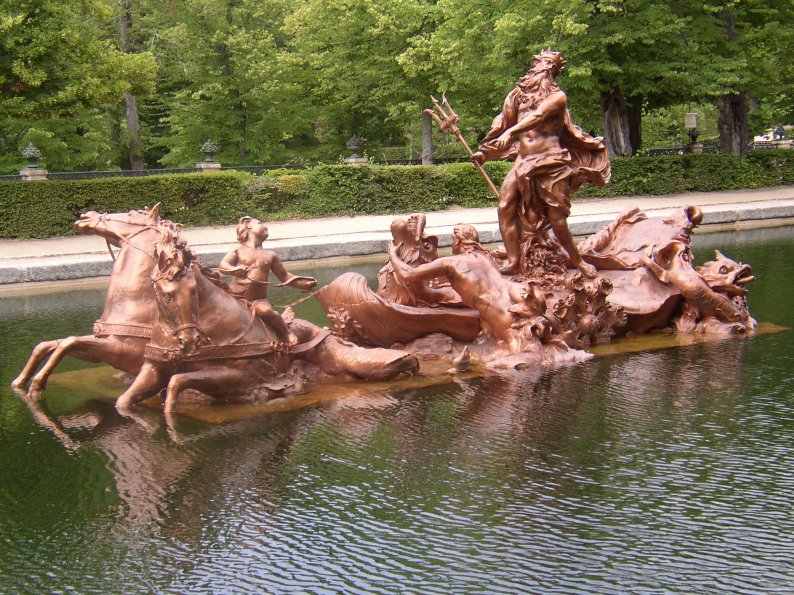
Reais Jardins de La Granja - Fonte de Neptuno.
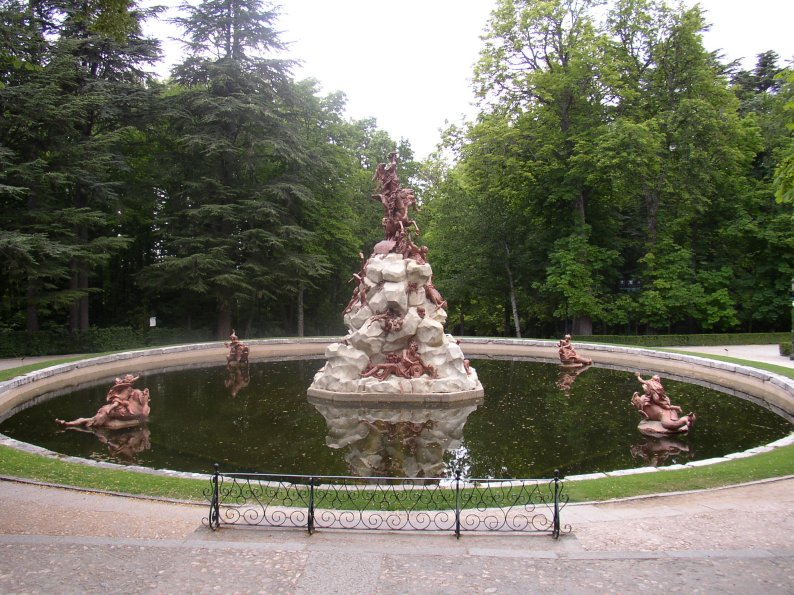
Fonte nos jardins do Palacio Real de La Granja de San Ildefonso.
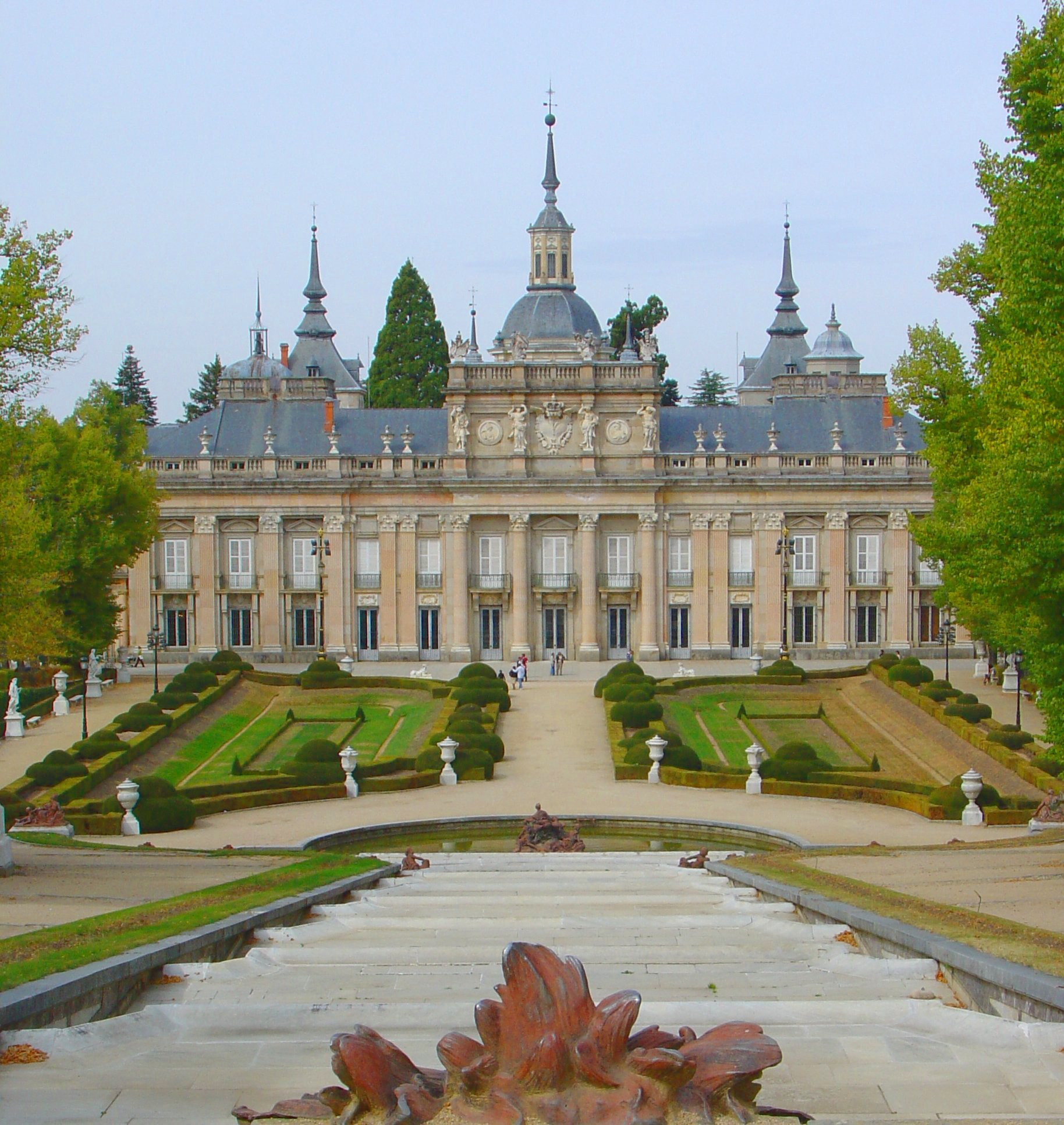
Palacio Real de La Granja de San Ildefonso.